# Santa Rosa de Turrialba
Santa Rosa es un distrito del cantón de Turrialba, en la provincia de Cartago, de Costa Rica.

## Historia
Santa Rosa fue creado el 11 de junio de 1968 por medio de Decreto Ejecutivo 20. Segregado de  Turrialba.

## Geografía
Santa Rosa cuenta con un área de 18,62 km² y una altitud media de 792 m s. n. m.

## Demografía
Para el año 2022, Santa Rosa cuenta con una población estimada de 5953 habitantes, y para el último censo efectuado, en 2011, Santa Rosa contaba con una población de 5232 habitantes.

## Localidades
- Poblados: Aquiares, Bolsón (parte), Carmen (parte), Río Claro, Verbena Norte, Verbena Sur.

## Transporte

### Carreteras
Al distrito lo atraviesan las siguientes rutas nacionales de carretera:
- Ruta nacional 230